# Liste der Bodendenkmäler in Burgsalach
Auf dieser Seite sind die Bodendenkmäler in der mittelfränkischen Gemeinde Burgsalach zusammengestellt. Diese Tabelle ist eine Teilliste der Liste der Bodendenkmäler in Bayern. Grundlage ist die Bayerische Denkmalliste, die auf Basis des Bayerischen Denkmalschutzgesetzes vom 1. Oktober 1973 erstmals erstellt wurde und seither durch das Bayerische Landesamt für Denkmalpflege geführt wird. Die folgenden Angaben ersetzen nicht die rechtsverbindliche Auskunft der Denkmalschutzbehörde.

## Bodendenkmäler in Burgsalach
| Lage                            | Objekt | Akten-Nr.     | Bild            |
| ------------------------------- | --- | ------------- | --------------- |
| Burgsalach (Standort)           | Teilstrecke des raetischen Limes. | D-5-6932-0102 |                 |
| Burgsalach (Standort)           | Straße der römischen Kaiserzeit. | D-5-6932-0103 |                 |
| Burgsalach (Standort)           | Zwei vorgeschichtliche Grabhügel. | D-5-6932-0106 |                 |
| Burgsalach (Standort)           | Zwei vorgeschichtliche Grabhügel. | D-5-6932-0108 |                 |
| Burgsalach (Standort)           | Bestattungsplatz vorgeschichtlicher Zeitstellung mit Grabhügel.                                                                                        | D-5-6932-0109 |                 |
| Burgsalach (Standort)           | Burgus, Kastell und Vicus der römischen Kaiserzeit sowie Siedlung und Gräber vorgeschichtlicher Zeitstellung, u. a. der Latènezeit.                    | D-5-6932-0111 |                 |
| Burgsalach (Standort)           | Siedlung vor- und frühgeschichtlicher Zeitstellung. | D-5-6932-0113 |                 |
| Burgsalach (Standort)           | Grabhügel vorgeschichtlicher Zeitstellung. | D-5-6932-0114 |                 |
| Burgsalach (Standort)           | Vorgeschichtliches Grabhügelfeld. | D-5-6932-0115 |                 |
| Burgsalach (Standort)           | Siedlung der Bronze und der Latènezeit und Einzelfund einer neolithischen Silexpfeilspitze.                                                            | D-5-6932-0116 |                 |
| Burgsalach (Standort)           | Neuzeitliches Eisenbergwerk. | D-5-6932-0119 |                 |
| Weißenburg in Bayern (Standort) | Teilabschnitt der Römerstraße Burgus in der Harlach-Biriciana/Weißenburg.                                                                              | D-5-6932-0166 |                 |
| Weißenburg in Bayern (Standort) | Grabhügel mit Bestattungen der Bronzezeit. | D-5-6932-0174 |                 |
| Weißenburg in Bayern (Standort) | Wachtposten WP 14/43 des raetischen Limes. | D-5-6932-0186 |                 |
| Weißenburg in Bayern (Standort) | Wachtposten WP 14/42 des raetischen Limes. | D-5-6932-0192 |                 |
| Burgsalach (Standort)           | Wachtposten WP 14/45 des raetischen Limes. | D-5-6932-0216 |                 |
| Burgsalach (Standort)           | Wachtposten WP 14/46 des raetischen Limes. | D-5-6932-0217 |                 |
| Burgsalach (Standort)           | Wachtposten WP 14/47 des raetischen Limes. | D-5-6932-0218 |                 |
| Burgsalach (Standort)           | Wachtposten WP 14/48 des raetischen Limes. | D-5-6932-0219 |                 |
| Burgsalach (Standort)           | Wachtposten WP 14/49 des raetischen Limes. | D-5-6932-0220 |                 |
| Burgsalach (Standort)           | Wachtposten WP 14/44 des raetischen Limes. | D-5-6932-0232 |                 |
| Burgsalach (Standort)           | Untertägige mittelalterliche und frühneuzeitliche Befunde im Bereich der Evang.-Luth. Pfarrkirche St. Koloman in Burgsalach und ihrer Vorgängerbauten. | D-5-6932-0241 | weitere Bilder  |
| Burgsalach (Standort)           | Kirchenstandort des Mittelalters und der frühen Neuzeit.                                                                                               | D-5-6932-0244 |                 |
| Weißenburg in Bayern (Standort) | Teilstrecke des raetischen Limes. | D-5-6932-0363 |                 |
| Burgsalach (Standort)           | Grabhügel der Bronze- und Hallstattzeit. | D-5-6932-0365 |                 |
| Burgsalach (Standort)           | Grabhügel vorgeschichtlicher Zeitstellung. | D-5-6932-0366 |                 |
| Burgsalach (Standort)           | Burgstall des Mittelalters. | D-5-6932-0371 | (D-5-6932-0371) |
| Burgsalach (Standort)           | Siedlung der frühen Bronzezeit. | D-5-6932-0373 |                 |
| Burgsalach (Standort)           | Straßenwachturm der römischen Kaiserzeit (Wachtturm 1).                                                                                                | D-5-6932-0376 |                 |
| Raitenbuch (Standort)           | Straße der römischen Kaiserzeit. | D-5-7032-0055 |                 |